# Palæoindiansk kultur
Palæoindianske kulturer er en samlet betegnelse for de tidligste forhistoriske jæger- og samlerkulturer på det Amerikanske kontinent, som ankom i perioden mellem 16.500 og 14.000 f.Kr. De inkluderer Clovis- og Folsomkulturene i Nordamerika og adskillige andre kulturer i syd- og mellemamerika. De tidligste palæoindianske kulturer jagede den pleistocæne megafauna såsom mammut og andre store landpattedyr, og bidragede muligvis til deres udryddelse. Mange palæoindianske kulturer udviklede sig gradvist til bofaste landbrugskulturer i perioden mellem 4000 og 1000 f.Kr. De palæoindianske kulturer kendes i dag primært fra stenredskaber, ofte fundet i forbindelse med rester af bopladser eller jagtpladser.